# Blindtarmsbetændelse
Blindtarmsbetændelse (latin: Appendicitis acuta) er betændelse i Appendix vermiformis, blindtarmens ormeformede vedhæng. Behandlingen er fjernelse af dette ved operation, appendektomi. Blindtarmsbetændelse forekommer i alle aldersgrupper, men er hyppigst i barne- og ungdomsårene. Det anslås at der i Danmark forekommer omkring 6-7000 tilfælde af blindtarmsbetændelse om året.[kilde mangler]

## Ætiologi og patogenese
Appendicitis er en uspecifik betændelse af blindtarmsvedhænget, som starter i tarmens slimhinde. Årsagen er ikke fuldstændigt klarlagt, men det antages at blindtarmsbetændelse opstår ved, at vedhænget bliver aflukket, f.eks. af en afføringsklump eller madrester, og der kommer et ødem i slimhinden. Ødemet svækker blodforsyningen til blindtarmsvedhænget, så cellerne i vævet begynder at dø af blodmangel (iskæmi). Denne celledød kaldes nekrose. Det nekrotiske væv skaber grobund for bakterier, som invaderer vævet og skaber en infektion.

Andre årsager kan være børneorm (Enterobius vermicularis) og hyperplasi af det lymfatiske væv forårsaget af virus infektion.

## Patoanatomi
Ser man på blindtarmsvedhænget, når det er fjernet ved operationen kan det se meget forskelligt ud, afhængig af hvor fremskredent betændelsen er. I den tidlige fase vil der ses almindelige kardinale inflammationstegn, det vil sige rødme og hævelse af vævet. Dette skyldes at der strømmer mere blod til området for at bekæmpe bakterierne og at der siver væske ud i vævet (ødem), fordi blodkarrene bliver mere gennemtrængelige for væske. Der kan også ses små blødninger i vævet.
Senere ses udtalt ophobning af pus og belægninger af fibrin. Pus er en tyk hvidgul væske, som består af bakterier, hvidblodlegemer og fibrin. På dette stadie vil der også opstå små sår i slimhinden (ulcerationer). Mikroskopisk ses væske og celle ekssudat med en ophobning af hvideblodlegemer af typen neutrofile granulocytter. 

I den sidste fase ses nekroser af vævet, hvilket vil sige at cellerne begynder at dø. Makroskopisk kan det ses ved at vævet skifter farve til gulliggrøn. Nekroserne starter som små pletter, som vokser sig større. I sidste ende kan det resultere i at blindtarmen "sprænger". Det vil sige, at der kommer hul fra tarmen og ud i bughulen, hvorved der kommer pus og afføring ud i bughulen. Se komplikationer.

## Symptomerne
Det vigtigste symptom er smerter i abdomen. De starter oftest midt på abdomen, lige over navlen, men vil i løbet af nogle timer trække ned mod højre hoftekarm. Smerterne forværres ved bevægelse, og den syge ligger ofte på siden med bøjede hofter og knæ.
Karakteristiske smerter ved blindtarmsbetændelse:
- Direkte ømhed: Smerter ved direkte tryk mod højre fossa iliaca.
- Indirekte ømhed: Smerter i højre fossa iliaca ved tryk i venstre side.
- Slip ømhed: Smerter fremkaldt ved at den palperende hånd pludseligt fjernes.
- Psoasømhed: Smerter når patienten løfter højre ben mod en modstand.

Andre symptomer er kvalme og opkast, afførings- og flatusstop, feber og puls moderat forhøjet (80-100) og forhøjede leukocyt tal i blodet (leukocytose). 
Ved perforation ses også défense, altså en reflektorisk muskelspænding så mavemusklerne bliver hårdt spændte.

## Diagnose
Diagnosen er sværere end man skulle tro og kræver stor rutine for at opnå bare nogenlunde sikkerhed for at alle syge blindtarme fjernes ved operation.
Denne foregår enten som kikkertoperation (laparoskopi) eller åben operation. Antibiotika kan være nødvendigt i en periode hvis der har været bughindebetændelse ("sprængt" blindtarm)
For at forbedre diagnostikken har forskere forslået ultrasonografi eller CT-skanning.

## Behandling
Behandlingen vil sædvanligvis altid være kirurgisk, med supplement af antibiotika hvis det skønnes nødvendigt, f.eks. ved mistanke om at infektionen kan have spredt sig. Fjernelse af den syge appendix skal ske så hurtigt som muligt for at mindske faren for perforation (”sprængning” af blindtarmen). 
Operationen kaldes en appendektomi. Ved 25-30 % af operationerne, viser det sig at der ikke er appendicitis.
Baseret på en metaanalyse fra 2012 har en forskergruppe argumenteret for at antibiotika kan bruges som den første behandling af blindtarmsbetændelse i ukomplicerede akutte tilfælde, hvilket kan dreje sig om 80%.

## Forløb og komplikationer
Efter en appendektomi vil patienten oftest kunne udskrives efter 1-3 dage og det er sjældent at der kommer komplikationer efter operationen.
Ved perforation af appendix er der stor risiko for komplikationer. Infektionen vil kunne sprede sig ud i bughulen og give peritonitis (betændelse i bughinden peritoneum). Ubehandlet vil dette kunne udvikle sig til paralytisk ileus og sepsis. I Danmark dør der årligt omkring 40 mennesker på grund af en perforeret appendicit. 